# Jassidaeus lugubris
Jassidaeus lugubris är en insektsart som först beskrevs av Victor Antoine Signoret 1865.  Jassidaeus lugubris ingår i släktet Jassidaeus och familjen sporrstritar. Inga underarter finns listade i Catalogue of Life.